# أيلمر بايرون هنت
أيلمر بايرون هنت هو سياسي كندي، ولد في 26 أبريل 1864، وتوفي في 4 مايو 1925. نشط حزبياً في الحزب الليبرالي الكندي. وقد انتخب عضو مجلس العموم الكندي.